# Bevölkerung
Der Begriff Bevölkerung wird als Bezeichnung für die menschliche Population innerhalb geografischer Grenzen verwendet und unterscheidet sich von abstammungsbezogenen Gruppierungen wie Stamm, Volk und Ethnie.

## Demografie
In der Wissenschaft ist die Bevölkerung das primäre Untersuchungsobjekt der Demografie, die sich mittels statistischer Methoden der Struktur und Entwicklung der Bevölkerung nähert. Die räumliche Verteilung der Bevölkerung in einem bestimmten Raum wird dabei sowohl von der Demografie wie auch der Bevölkerungsgeografie untersucht, die historische Entwicklung von Bevölkerungen von der Bevölkerungsgeschichte. In der Epidemiologie ist die beobachtete Bevölkerung, Bevölkerungsgruppe oder Population die Grundgesamtheit, auf welche sich die berechneten Kennzahlen beziehen, um die Gesundheit der Bevölkerung zu beschreiben.

## Geschichte
Bis zum 18. Jahrhundert bedeutete Bevölkerung nicht die Populationsbestandsaufnahme, sondern war eine eingedeutschte Form des aus dem französischen peuplement abgeleiteten Begriffes Peuplierung (auch: Pöblierung), der die Populationsanreicherung, -verdichtung und -wandlung als demografischen Prozess im Allgemeinen und als Gegenstand der (zumeist absolutistisch geprägten) Bevölkerungspolitik im Besonderen bezeichnete. Doch bereits das Grimmsche Wörterbuch gibt Mitte des 19. Jahrhunderts ausschließlich die heutige Bedeutung („Einwohnerschaft“) an.

## Bevölkerung in Deutschland nach öffentlichem Recht

Bevölkerung in Deutschland: 1970–1989 (Westdeutschland) und 1990–2009 (Gesamtdeutschland). Gesamt, Anteil Männer, Frauen und Ausländer.

Nach dem öffentlichen Recht Deutschlands gilt eine Person als Einwohner Deutschlands, die in einer Gemeinde oder territorialen Einheit ihren ständigen Wohnsitz hat oder dort wohnberechtigt ist; dies schließt die gemeldeten Ausländer ein.
Allerdings lassen sich hierbei mehrere Bevölkerungsbegriffe unterscheiden, die im Folgenden erläutert werden. Je nachdem, welchen Begriff eine Kommune oder Region bei der Nennung der Einwohnerzahlen verwendet, kann es somit zu sehr unterschiedlichen Gesamtzahlen kommen. Insbesondere wird bei vielen Städten derjenige Begriff als Einwohnerzahl verwendet, welcher die höchste Einwohnerzahl der Stadt darstellt.

### Ortsanwesende Bevölkerung
Dieser heute meist nicht mehr verwendete Begriff beinhaltet alle Einwohner, die sich an einem bestimmten Stichtag an dem maßgebenden Ort aufgehalten haben. Dies führt vor allem zu Problemen bei Personen, die sich auf Reisen befanden und somit gelegentlich sowohl an ihrem Aufenthaltsort und oftmals auch noch an ihrem eigentlichen Wohnort gezählt wurden (Doppelzählung).

### Wohnbevölkerung
Unter Wohnbevölkerung versteht man alle Einwohner, die am maßgebenden Ort ihre alleinige Wohnung haben oder bei Einwohnern, die mehrere Wohnsitze haben, nur diejenigen, die vom maßgebenden Ort aus ihrer Arbeit oder Ausbildung nachgehen. Es zählen also nur solche Personen als Einwohner, die am maßgebenden Ort ihren überwiegenden Aufenthalt haben. Die Frage, ob es sich hierbei um die Haupt- oder Nebenwohnung handelt ist hier nicht maßgebend. Da in Universitätsstädten die Studenten meist nur mit einer Nebenwohnung gemeldet waren, war dies unerheblich. Sie zählten bei der Wohnbevölkerung mit, weil sie in der Regel in der Universitätsstadt ihren überwiegenden Aufenthalt haben. Die Wohnbevölkerung kommt im geltenden Melderecht nicht mehr vor.

### Bevölkerung am Ort der Hauptwohnung
Dieser heute von den meisten Statistischen Ämtern verwendete Begriff umfasst alle Bewohner, die am maßgebenden Ort ihre alleinige Wohnung haben, oder bei Einwohnern mit mehreren Wohnungen, die Hauptwohnung. Man geht also davon aus, dass die Hauptwohnung auch der „überwiegende Aufenthalt“ einer Person ist, wobei hiernach nicht mehr gefragt wird. Alle Personen mit Nebenwohnungen werden somit nicht mitgezählt. Da Studenten – wie beim Begriff Wohnbevölkerung ausgeführt – oftmals nur einen Zweitwohnsitz in der Universitätsstadt haben, zählen sie somit nicht zu den Einwohnern dazu. Viele Städte versuchen daher mit besonderen Angeboten (etwa kostengünstigeres Fahren mit öffentlichen Verkehrsmitteln) die Studenten dazu zu bewegen, dass sie ihren Wohnsitz zur Hauptwohnung erklären.
Die „amtlichen“ Bevölkerungszahlen werden von den Statistischen Landesämtern ermittelt. Die Feststellung der Bevölkerungszahlen erfolgt nach dem Bevölkerungsstatistikgesetz, auf der Grundlage der Volkszählung vom 25. Mai 1987 nach den Ergebnissen der Statistik der natürlichen Bevölkerungsbewegung und der Wanderungsstatistik. Erhebungsunterlagen der Statistik der natürlichen Bevölkerungsbewegung sind die Meldungen der Standesämter über Geburten und Sterbefälle; Erhebungsunterlagen der Wanderungsstatistik sind die Mitteilungen der Einwohnermeldeämter über Zu- und Fortzüge sowie Statusänderungen. Für die Zuordnung von Personen mit mehreren Wohnungen ist der Ort der Hauptwohnung maßgeblich. Hauptwohnung ist nach § 22 des BMG und nach § 16 Meldegesetz für das Land Nordrhein-Westfalen vom 13. Juli 1982, geändert durch das Gesetz vom 14. März 1988 bei verheirateten Personen, die nicht dauernd getrennt von ihrer Familie leben, die vorwiegend benutzte Wohnung der Familie, bei allen übrigen Personen deren vorwiegend benutzte Wohnung.

### Wohnberechtigte Bevölkerung
Dieser weitestgehende Begriff umfasst alle Einwohner, die mit Haupt- und Nebenwohnungen am maßgebenden Ort gemeldet sind, weil alle jene Einwohner amtlich gemeldet und somit „berechtigt“ sind, an diesem Ort zu wohnen. Diese Einwohnerzahlen ergeben jedoch ein vollständig falsches Bild der Gesamtbevölkerung, weil Personen mit mehreren Wohnsitzen auch entsprechend mehrfach gezählt werden. Würde man die entsprechenden Einwohnerzahlen aller Städte und Gemeinden eines Landes addieren, so hätte dieses bedeutend mehr Einwohner. Dennoch verwenden viele Städte den Einwohnerbegriff im Sinne der „wohnberechtigten Bevölkerung“, um die Gesamtzahl der Einwohner entsprechend zu erhöhen. Bei Großstädten kann das mitunter mehrere Tausend Einwohner mehr bedeuten.

### Ausländische Bevölkerung
Zur ausländischen Bevölkerung zählen alle Personen, die nicht Deutsche im Sinne des Artikels 116 Absatz 1 Grundgesetz sind, also nicht die deutsche Staatsangehörigkeit besitzen. Zu ihnen gehören auch Staatenlose und Personen, bei denen die Staatsangehörigkeit ungeklärt ist. Deutsche, die zugleich eine fremde Staatsangehörigkeit besitzen, gehören nicht zu den Ausländerinnen und Ausländern.